# Iaarrasén
Iaarrasén (en árabe: إعراسن‎, en francés: Iaressène) es una localidad marroquí perteneciente al municipio de Beni Gmil, en la región de Tánger-Tetuán-Alhucemas. Desde 1912 hasta 1956 perteneció a la zona norte del Protectorado español de Marruecos.